# San Martín de Porres
San Martín de Porres (SMP) és un districte a Lima, Perú, localitzat a l'àrea coneguda com a  Cono Norte . Hi fa frontera el districte de Callao a l'oest; Los Olivos al nord-est; i Rímac i Independencia. El Riu Rímac marca la seva frontera natural amb Lima i el districte de Carmen de la Legua Reynoso de la Província constitucional de Callao al sud; mentre el Riu Chillón, al nord, marca la frontera de San Martín de Porres amb Ventanilla, també a Callao, i Puente Piedra.
Des de 1945, les invasions contínues del territori del que era Carabayllo acaba amb la creació del Distrito Obrero Industrial 27 de Octubre  el 22 de maig de 1950. El districte era format per les següents haciendas: Chuquitanta, Pro, Naranjal, Infantas, Santa Rosa, Garagay Alto, G. Bajo, Chavarría, Mulería, Aliaga, Condevilla, San José, Palao, i Huerta Sol.
El 1962, després de la canonització de Martí de Porres, el nom del districte es convertia en el seu nom actual. Encara que els historiadors han demostrat que el cognom real del sant era Porras, el districte ha mantingut l'ortografia original. El nom de  Barrio Obrero Industrial  ha quedat per a la cèntrica àrea del sud de l'avinguda José Granda.
El districte de Los Olivos va ser creat el 1989, buidant part del territori del nord-est de San Martín de Porres.
Un tret geogràfic destacat del districte és el turó aïllat  La Milla , al capdamunt de l'avinguda José Granda.